# Rehmiodothis bambusae
Rehmiodothis bambusae är en svampart som beskrevs av R.K. Verma & Soni 2008. Rehmiodothis bambusae ingår i släktet Rehmiodothis och familjen Phyllachoraceae.   Inga underarter finns listade i Catalogue of Life.